# Joachim Otto Ulrich von Levetzow
Joachim Otto Ulrich von Levetzow (25. března 1777  Kassow – 28. ledna 1843 Ludwigslust) byl německý šlechtic, meklenbursko-schwerinský dvorní maršálek a otec Ulriky von Levetzow.

## Biografie
Narodil se 25. března 1777 do staré rodiny meklenburské šlechty, jejíž původ sahal až k roku 1219 a podle rodové pověsti k náčelníkům slovanského kmene Obodritů. Jeho otcem byl Theodor von Levetzow a matkou Eleonora Elisabetha, rozená von Wackerbarth. Otto von Levetzow  po svých předcích zdědil panství v meklenburském Hohen Mistorfu, Teschowě a Kassově. Byl členem protestantské větve řádu sv. Jana (Maltézští rytíři), studoval práva na univerzitě v Rostocku a byl i dědičným soudcem v Kassově. Ve 27 letech se oženil s 15letou Amálií von Brösigke. V době sňatku již byl komořím na dvoře meklenbursko-schwerinského vévody Bedřicha Františka I. S manželkou Amálií měl kromě prvorozené dcery Ulriky i druhou dceru Amálii. Pro svoji rodinu zakoupil panství a zámeček v Löbnitzi, který patřil jeho tchánu Friedrichu von Brösigkovi. V roce 1807 však bylo manželství na žádost Amálie či jejích rodičů pro rozmařilý život manžela rozvedeno. O jeho marnotratném životě, hlavně zálibě v hazardních hrách, nejlépe svědčí, že o panství Löbnitz v roce 1816 přišel kvůli svým značným dluhům. Otto von Levetzow se následně znovu oženil s taktéž rozvedenou Judith Katharine Christiane von Sander, rozvedenou von Gersdorff. Se svojí druhou ženou měl dalších pět dětí. Dcery Helen a Dorotheu a syny Theodora Ferdinanda, Karla Friedricha a Ottu. Je velice zajímavé, že Ulrika von Levetzow se svými nevlastními sourozenci udržovala čilé osobní i korespondenční styky. Otto von Levetzow nadále pokračoval ve dvorské kariéře na dvoře meklenbursko-schwerinského vévody a v roce 1836 se stal maršálkem vévodského dvora. Joachim Otto Ulrich von Levetzow zemřel 28. ledna 1843 v meklenburském sídelním zámku v Ludwigslustu.